# Leichtathletik-U18-Asienmeisterschaften
Die Leichtathletik-U18-Asienmeisterschaften (bis 2019 Jugendasienmeisterschaften) sind Leichtathletik-Wettkämpfe, die vom asiatischen Kontinentalverband Asian Athletics Association (AAA) im Zwei-Jahres-Rhythmus veranstaltet werden. Die ersten Meisterschaften fanden 2015 in der katarischen Hauptstadt Doha statt.

## Veranstaltungen
| Nr. | Jahr | Stadt     | Land          | Datum               | Stadion                                | Wettbewerbe | Athleten |
| --- | ---- | --------- | ------------- | ------------------- | -------------------------------------- | ----------- | -------- |
| 1.  | 2015 | Doha      | Katar         | 8. bis 11. Mai      | Qatar SC Stadium                       | 40          |          |
| 2.  | 2017 | Bangkok   | Thailand      | 20. bis 23. Mai     | Suphachalasai-Stadion                  | 40          |          |
| 3.  | 2019 | Hongkong  | Hongkong      | 15. bis 17. März    | Tseung Kwan O Sports Ground            | 40          |          |
| 4.  | 2022 | Kuwait    | Kuwait        | 13. bis 16. Oktober | Ahmed Al Rashdan Track & Field Stadium | 39          |          |
| 5.  | 2023 | Taschkent | Usbekistan    | 27. bis 30. April   |                                        | 40          |          |
| 6.  | 2025 | Dammam    | Saudi-Arabien | 15. bis 18. April   | Prince Nayef bin Abdulaziz Stadium     |             |          |

## Meisterschaftsrekorde

### Männer
| Disziplin                                     | Rekord             | Athlet                                        | Datum            | Ort       |
| --------------------------------------------- | ------------------ | --------------------------------------------- | ---------------- | --------- |
| 100 m                                         | 10,33 s (-0,4 m/s) | Puripol Boonson                               | 14. Oktober 2022 | Kuwait    |
| 200 m                                         | 20,95 s (+1,5 m/s) | Jasper Koo Cheuk Fung                         | 18. April 2025   | al-Qatif  |
| 400 m                                         | 46,92 s            | Sarawut Nuansi                                | 28. April 2023   | Taschkent |
| 800 m                                         | 1:50,57 min        | Allon Tatsunami Clay                          | 17. März 2019    | Hongkong  |
| 1500 m                                        | 3:50,65 min        | Wei Yan                                       | 22. Mai 2017     | Bangkok   |
| 3000 m                                        | 8:26,24 min        | Tadwi Kishan Narshi                           | 9. Mai 2015      | Doha      |
| 110 m Hürden (91 cm)                          | 13,40 s (+0,1 m/s) | Hao Hua-lu                                    | 20. Mai 2017     | Bangkok   |
| 400 m Hürden (84 cm)                          | 50,91 s            | Mahamat Abakar Abdrahman                      | 30. April 2023   | Taschkent |
| 2000 m Hindernis                              | 5:42,35 min        | Ryūji Miura                                   | 16. März 2019    | Hongkong  |
| Sprintstaffel (100 m – 200 m – 300 m – 400 m) | 1:52,59 min        | Dai Hongyu Hu Jiacheng Liu Kangbin Li Yongjie | 18. April 2025   | al-Qatif  |
| 10.000 m Bahngehen                            | 42:33,10 min       | Feng Kai                                      | 28. April 2023   | Taschkent |
| Hochsprung                                    | 2,21 m             | Choi Jin-woo                                  | 15. Oktober 2022 | Kuwait    |
| Stabhochsprung                                | 5,10 m             | Seifeldin Heneida Abdesalam                   | 13. Oktober 2022 | Kuwait    |
| Weitsprung                                    | 7,73 m (+1,9 m/s)  | Zhou Chengyi                                  | 17. April 2025   | al-Qatif  |
| Dreisprung                                    | 15,67 m (+0,2 m/s) | Zhang Huayong                                 | 28. April 2023   | Taschkent |
| Kugelstoßen (5 kg)                            | 20,23 m            | Han Qigeng                                    | 17. April 2025   | al-Qatif  |
| Diskuswurf (1,50 kg)                          | 63,33 m            | Han Qigeng                                    | 16. April 2025   | al-Qatif  |
| Hammerwurf (5 kg)                             | 79,11 m            | Mohammed al-Zayer                             | 15. April 2025   | al-Qatif  |
| Speerwurf                                     | 80,40 m (700 g)    | Huang Chao-hong                               | 14. Oktober 2022 | Kuwait    |
| Zehnkampf                                     | 6952 Punkte        | Usaid Khan                                    | 10. Mai 2015     | Doha      |

### Frauen
| Disziplin                                     | Rekord             | Athletin                                 | Datum            | Ort       |
| --------------------------------------------- | ------------------ | ---------------------------------------- | ---------------- | --------- |
| 100 m                                         | 11,69 s (-0,2 m/s) | Valentine Lonteng                        | 14. Oktober 2022 | Kuwait    |
| 200 m                                         | 23,83 s (−0,8 m/s) | Li Yuting                                | 17. März 2019    | Hongkong  |
| 400 m                                         | 52,98 s            | Rezoana Mallick Heena                    | 28. April 2023   | Taschkent |
| 800 m                                         | 2:06,79 min        | Ashakiran Barla                          | 15. Oktober 2022 | Kuwait    |
| 1500 m                                        | 4:19,95 min        | Dalila Abdulkadir                        | 11. Mai 2015     | Doha      |
| 3000 m                                        | 9:30,17 min        | Fatuma Jewaro Chebsi                     | 8. Mai 2015      | Doha      |
| 100 m Hürden (76 cm)                          | 13,20 s (+0,9 m/s) | Wu Binbin                                | 28. April 2023   | Taschkent |
| 400 m Hürden                                  | 59,55 s            | Mariam Kareem                            | 17. April 2025   | al-Qatif  |
| 2000 m Hindernis                              | 6:44,99 min        | Sadafbonu Nusratilleva                   | 16. April 2025   | al-Qatif  |
| Sprintstaffel (100 m – 200 m – 300 m – 400 m) | 2:09,63 min        | Feng Lulu Tao Yanan Liang Yina Mo Jiadie | 23. Mai 2017     | Bangkok   |
| 5000 m Bahngehen                              | 22:32,61 min       | Yang Xizheng                             | 27. April 2023   | Taschkent |
| Hochsprung                                    | 1,84 m             | Barnoxon Sayfullayeva                    | 14. Oktober 2022 | Kuwait    |
| Stabhochsprung                                | 4,15 m             | Chunge Niu                               | 22. Mai 2017     | Bangkok   |
| Weitsprung                                    | 6,41 m (+0,6 m/s)  | Wu Binbin                                | 27. April 2023   | Taschkent |
| Dreisprung                                    | 13,99 m (+0,3 m/s) | Sharifa Davronova                        | 29. April 2023   | Taschkent |
| Kugelstoßen (3 kg)                            | 18,56 m            | Tian Xinyi                               | 30. April 2023   | Taschkent |
| Diskuswurf                                    | 53,81 m            | Ma Chenyi                                | 17. April 2025   | al-Qatif  |
| Hammerwurf (3 kg)                             | 67,81 m            | Li Ji                                    | 21. Mai 2017     | Bangkok   |
| Speerwurf (500 g)                             | 61,97 m            | Yu Yu-zhen                               | 8. Mai 2015      | Doha      |
| Siebenkampf                                   | 5557 Punkte        | Hsiang Chia-li                           | 23. Mai 2017     | Bangkok   |

## Ewiger Medaillenspiegel
Insgesamt wurden bei Leichtathletik-Juniorenasienmeisterschaften 199 Gold-, 200 Silber- und 199 Bronzemedaillen von Athleten aus 31 Staaten gewonnen. Die nachfolgende Tabelle enthält die 20 erfolgreichsten Nationen in lexikographischer Ordnung (Stand: nach den Leichtathletik-U18-Asienmeisterschaften 2023).
| Platz | Land                | Gold | Silber | Bronze | Total |
| ----- | ------------------- | ---- | ------ | ------ | ----- |
| 01    | Volksrepublik China | 59   | 38     | 20     | 117   |
| 02    | Indien              | 27   | 42     | 33     | 102   |
| 03    | Chinesisch Taipeh   | 22   | 14     | 9      | 45    |
| 04    | Kasachstan          | 11   | 13     | 15     | 39    |
| 05    | Usbekistan          | 10   | 6      | 12     | 28    |
| 06    | Iran                | 9    | 8      | 12     | 39    |
| 07    | Südkorea            | 8    | 9      | 10     | 27    |
| 08    | Japan               | 7    | 16     | 13     | 36    |
| 09    | Thailand            | 7    | 9      | 3      | 19    |
| 10    | Indonesien          | 5    | 1      | 11     | 17    |
| 11    | Bahrain             | 5    | 0      | 2      | 7     |
| 12    | Hongkong            | 4    | 9      | 14     | 27    |
| 13    | Vietnam             | 4    | 5      | 3      | 12    |
| 14    | Malaysia            | 3    | 4      | 4      | 11    |
| 15    | Irak                | 3    | 2      | 5      | 10    |
| 16    | Kuwait              | 3    | 2      | 3      | 8     |
| 16    | Katar               | 3    | 2      | 3      | 8     |
| 18    | Nordkorea           | 2    | 1      | 1      | 4     |
| 19    | Sri Lanka           | 1    | 11     | 6      | 18    |
| 20    | Saudi-Arabien       | 1    | 1      | 8      | 10    |